# كاثي داونز
كاثي داونز (بالإنجليزية: Cathy Downs)‏ هي ممثلة أمريكية، ولدت في 3 مارس 1924 في الولايات المتحدة، وتوفيت في 8 ديسمبر 1976 بلوس أنجلوس في الولايات المتحدة بسبب سرطان.

## وصلات خارجية
- كاثي داونز على موقع IMDb (الإنجليزية)
- كاثي داونز على موقع الموسوعة البريطانية (الإنجليزية)
- كاثي داونز على موقع ألو سيني (الفرنسية)
- كاثي داونز على موقع أول موفي (الإنجليزية)
- كاثي داونز على موقع قاعدة بيانات الأفلام السويدية (السويدية)
- كاثي داونز على موقع قاعدة بيانات الفيلم (الإنجليزية)
- كاثي داونز على موقع كينوبويسك (الروسية)